# Hermann Krätzig

Hermann Krätzig

Karl Hermann Krätzig (* 3. April 1871 in Schobergrund, Kreis Reichenbach, Provinz Schlesien; † 18. September 1954 in Wittstock/Dosse) war ein deutscher Politiker der SPD.

## Leben und Beruf
Nach dem Besuch der Volksschule absolvierte Krätzig eine Handweberlehre in Schobergrund, die er 1887 mit der Gesellenprüfung abschloss. Seit 1890 war er als Fabrikweber und Zeitungsbote tätig, unterbrochen vom Wehrdienst, den er 1893 bis 1895 beim 63. Infanterie-Regiment ableistete. 1897 wurde er Arbeitersekretär beim Deutschen Textilarbeiterverband, dessen Gauleiter für Mülhausen er 1904 wurde. Seit 1906 war er Redakteur der Verbandszeitschrift Der Textilarbeiter. Seit November 1918 leitete er die Reichsstelle für Textilwirtschaft.

## Abgeordneter
Krätzig wurde erstmals bei der Reichstagswahl 1912 im Wahlkreis Löbau in Sachsen für den Reichstagswahlkreis Königreich Sachsen 2 in den Reichstag gewählt und gehörte ihm bis zum Ende des Kaiserreichs an. Er war seit der Wahl zur Deutschen Nationalversammlung am 19. Januar 1919 bis zu deren Ende 1920 Mitglied der Weimarer Nationalversammlung. Anschließend war er bis 1933 erneut Reichstagsabgeordneter.

## Veröffentlichungen
- Die zukünftige Handelspolitik Deutschlands und die Interessen der deutschen Textilarbeiter. Gera 1916.
- Europas Wirtschaft im Weltkonzern. Ostsachsen-Druckerei, Löbau 1926